# 昇天 Part.2
「昇天 Part.2」（原題:Ascension）は『X-ファイル』のシーズン2第6話で、1994年10月21日にFOXが初めて放送した。なお、本エピソードは「ミソロジー」に属するエピソードである。また、本エピソードのスローガンは「DENY EVERYTHING」（すべてを否定しろ）となっている。

## スタッフ
- 監督:マイケル・ラング
- 脚本:ポール・ブラウン

## キャスト

### レギュラー
- デイヴィッド・ドゥカヴニー - フォックス・モルダー特別捜査官
- ジリアン・アンダーソン - ダナ・スカリー特別捜査官

### ゲスト
- スティーヴ・レイルズバック - デュエイン・ベリー
- ニコラス・リー - アレックス・クライチェック
- ミッチ・ピレッジ - ウォルター・スキナーFBI副長官
- ウィリアム・B・デイヴィス - シガレット・スモーキング・マン
- シーラ・ラーケン - マーガレット・スカリー
- スティーヴン・ウィリアムズ - ミスターX

## ストーリー
スカリーがデュエイン・ベリーに誘拐されたという一報を聞くとすぐに、モルダーはスカリーのアパートへ向かい、捜査を開始した。現場にいたスカリーの母親、マーガレットは「スカリーが連れ去られる夢を見た」とモルダーに訴える。翌朝、スキナー副長官は、モルダーが私情にとらわれる可能性を考慮し、彼をスカリー誘拐事件の捜査の担当から外した。その頃、ベリーはブルーリッジ・パークウェイで検問に引っかかっていた。トランクの中のスカリーは音を立てることで警察官の注意を引こうとしたが、それに気づいたベリーは警察官を殺してしまった。
モルダーはベリーの行き先がスカイランド・マウンテン（ベリーがエイリアンに誘拐された場所）であることを突き止める。ベリーは自分の代わりに、スカリーをエイリアンに引き渡そうとしていた。クライチェックはシガレット・スモーキング・マンにベリーに関する情報を伝えた後、モルダーの捜査に合流した。スカイランド・マウンテンに到着したモルダーはロープウェイに乗って頂上に急行した。一方、クライチェックはロープウェイの電源を切って、モルダーを妨害した。妨害はあったが、モルダーは頂上に到着することができた。ベリーの車を見つけたモルダーは、その中にスカリーのネックレスが落ちていることに気が付く。周辺を探し始めたモルダーは、嬉々とした様子のベリーを発見する。ベリーは「スカリーはあいつらに連れていかれたよ。」と言いながら笑う。
モルダーがベリーを尋問していると、ベリーの態度の悪さに感情を抑えきれなくなり、首を絞め上げてしまった。落ち着きを取り戻すために、モルダーはいったん部屋の外に出た。モルダーはクライチェックに誰も部屋の中に入れないようにと言いつけた。ところが、モルダーが部屋に戻ると、クライチェックとベリーが話をしていた。数分後、その場にスキナー副長官がやってきた。その直後、ベリーは痙攣発作を起こし、そのまま死んでしまった。
モルダーはベリーの解剖を行った医者に詳細を尋ねた。しかし、その医者は「軍隊が解剖を行ったので詳細については私も分からない。」と答えるばかりであった。その後、モルダーとクライチェックはベリーの死に関する査問会に出席するよう命じられた。
クライチェックはシガレット・スモーキング・マンにモルダーを殺害してはどうかと提案した。しかし、スモーキング・マンは「モルダーは生かしておくよ。シンジケートはモルダーの信念が行動になることを怖れているのでね。」と語るにとどめた。焦るモルダーは協力者の一人であるリチャード・マティソン上院議員の力を借りようとするが、議員のオフィスの前でミスターXからそんなことをしても無駄だと言われる。モルダーはクライチェックから借りた車の中で、シガレット・スモーキング・マン愛用のタバコの吸い殻を見つける。そして、クライチェックがスパイであったことを知るのだった。モルダーはスキナー副長官にクライチェックの捜査妨害とベリー殺害容疑を告発する書類を提出する。スキナーはクライチェックを問いただそうとしたが、クライチェックはすでに姿を隠していた。そこで、スキナーはX-ファイル課の再開を決めた。
モルダーはマーガレットと公園で会い、スカリーのネックレスを渡そうとした。しかし、マーガレットは「ネックレスはあなたが持っていた方がいいわ。ダナが無事に帰って来たとき、あなたからそのネックレスを返してあげて。」「ダナが死んでしまう夢を見た。もうあの子は帰ってこないのかもしれない」と言うのだった。それを聞いたモルダーは「その夢はスカリーがまだ生きているという何よりの証拠です。」とマーガレットを励ます。
失意のモルダーはスカリーが誘拐されたスカイランド・マウンテンへと向かった。一人になってしまったことを悲しみつつ、モルダーは星を見上げる。
物語はシーズン2第8話「昇天 Part.3」へと続く。

## 製作
シーズン1の途中で、スカリーを演じるジリアン・アンダーソンの妊娠が判明し、アンダーソンの産休中のスカリーの不在をどうするかが話し合われた。製作スタッフは主演が抜けることを想定していなかったため、困惑した。「スカリーがエイリアンの子供を出産する」というアイデアも出たが、それは却下された。最終的に、スタッフはアンダーソンの産休中、X-ファイル課を閉鎖し、モルダーとスカリーを離れ離れにすることでスカリー不在の辻褄を合わせようとした。その中で出てきたのが、「スカリーが宇宙人に誘拐される」というアイデアだった。製作総指揮を務めるクリス・カーターは「製作スタッフとFOXの双方が、スカリーがトランクに押し込められるシーンを放映することに難色を示していた。私はそうしたシーンがキャラクターに危機感を持たせるのではないかと考え、敢えてそのシーンを盛り込んでみようと思った。ただ、「昇天 Part.2」ではスカリーを誘拐したのがエイリアンなのか軍なのか、あるいはその両方なのかは曖昧なままにしておこうと決めた。だから、実験シーンはあんなふうになっているんだ。」と語っている。
モルダーがロープウェイから落ちそうになるシーンでは、ドゥカヴニー自らがスタントを演じた。なお、そのシーンはノースバンクーバーで、たった一日の間に撮影された。また、ベリーがスカイランド・マウンテンに向かって自動車を走らせるシーンはシーモア山で撮影された。

## 評価
1994年10月21日、FOXは本エピソードを初めてアメリカで放映し、1550万人の視聴者（920万世帯）を獲得した。
本エピソードに対する批評家の評価は高い。『エンターテインメント・ウィークリー』は本エピソードにA評価を下し、「時間との戦いが熟練の技で描き出されている。」「スカリーの不在を見事に活かしている。」「スキナーがX-ファイル課の再開を決定するシーンととクライチェックがシンジケート側であると判明するシーンが本エピソードのハイライトである」と述べている。『A.V.クラブ』のザック・ハンドルンは「「昇天 Part.2」はシリーズを語る上で外せないエピソードだ。シリーズの従来の魅力を損なわずに新しい軸を打ち立てることに成功した。また、スカリーの不在という問題を非常に斬新な方法で解決して見せた。」「クライチェックを演じたニコラス・リーは素晴らしい。ただ、クライチェックがシンジケート側の人間だと明かすのはもっと後にすればよかったのではないかとも思う。」と述べている。 